# Shareaza
Shareaza는 마이크로소프트 윈도우에서 실행되는 P2P 파일 공유 클라이언트로, 그누텔라, 그누텔라2 (G2), 이동키, 비트토렌트, FTP, HTTP 및 HTTPS 네트워크 프로토콜을 지원하며 마그넷 링크, ed2k 링크, 그리고 현재는 사용되지 않는 그누텔라 및 파이올렛 링크를 처리한다. 30개 언어로 제공된다.
Shareaza는 2004년 6월 1일까지 마이클 스토크스에 의해 개발되었으며, 이후 자원봉사자 그룹에 의해 유지되었다. 2004년 6월 1일, Shareaza 2.0이 소스 코드와 함께 GNU 일반 공중 사용 허가서 (GPL-2.0-or-later) 하에 출시되어 자유 소프트웨어가 되었다.

## 기능

### 다중 네트워크
Shareaza는 그누텔라, G2, 이동키 및 비트토렌트에 연결할 수 있다. Shareaza는 모든 네트워크의 파일에 해시를 적용한 다음 해당 해시 값을 G2에 분산한다. 이를 통해 Shareaza는 여러 네트워크에서 동시에 하나의 파일을 다운로드할 수 있다. G2에 연결된 다른 클라이언트가 그러한 파일을 찾으면, 모든 네트워크에 대한 해시 값을 제공받고 해당 해시 값으로 다른 네트워크에서 검색할 수 있어 소스 수와 파일 다운로드 속도가 증가한다. Shareaza는 또한 G2 네트워크를 사용하여 토렌트의 더 많은 소스를 찾는다.

### 보안 필터
Shareaza 클라이언트는 강제 아동 필터와 선택적 성인 포르노 필터를 포함한 몇 가지 기본 콘텐츠 필터를 가지고 있으며, 디지털 권리 관리(DRM)로 인해 제약을 받는 파일에 대한 필터와 같은 다른 선택적 필터도 있다. Shareaza의 보안 필터는 사용자 정의 키워드 및 IP 주소를 사용하여 확장할 수도 있다. Shareaza의 이후 버전에서는 정규 표현식 및 해시를 통한 필터링을 사용할 수 있다. 이러한 필터는 사용자가 원하는 파일을 얻을 가능성을 높이고 악성 또는 가짜 파일을 얻을 가능성을 줄여준다. 필터에 사용되는 파일 형식은 확장 가능한 XML 스키마이다. 필터는 Shareaza 내에서 편집할 수 있으며, 다른 사람들과 공유하기 위해 응용 프로그램에서 내보낼 수 있다.

### 플러그인

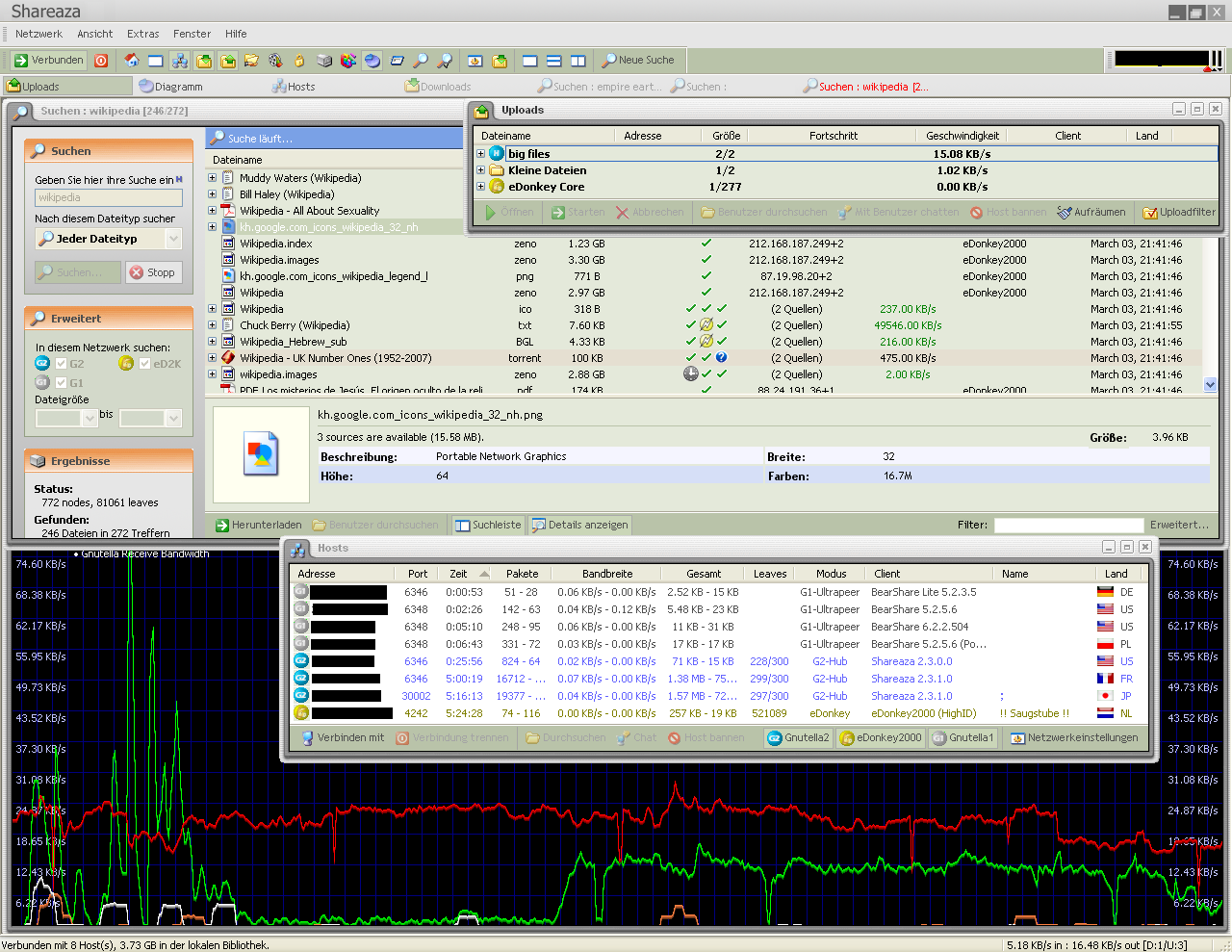
여러 스킨이 활성화된 창 모드에서 실행 중인 Shareaza. 위젯에는 검색 창, 대역폭 그래프, 업로드 큐 창 (오른쪽 상단) 및 이웃 창 (중앙)이 포함되어 있으며, 4개의 그누텔라, 3개의 그누텔라2 및 ed2k 서버 연결을 보여준다.

Shareaza는 추가 플러그인을 위한 프레임워크를 구현한다. Shareaza 설치 프로그램에는 여러 플러그인이 포함되어 있다. 대부분은 해시되는 파일에서 내장된 메타데이터를 읽고 제거하여 외부 XML 기반 형식으로 변환하거나, 다른 G2 클라이언트를 위한 미리보기를 만들기 위해 멀티미디어 파일을 디코딩하는 데 사용된다. 다른 일부는 Shareaza 내의 미디어 플레이어 및 해당 미디어 플레이어의 향상 기능을 제공한다. 서드 파티 플러그인도 사용할 수 있는데, 예를 들어 Sharemonkey는 저작권 자료를 다운로드하거나 검색할 때 Shareaza 내에 해당 자료를 합법적으로 다운로드할 수 있는 링크를 추가한다.

### 스킨
클라이언트는 GUI의 거의 모든 부분을 스킨으로 변경할 수 있다. 여기에는 막대, 아이콘뿐만 아니라 배경 및 버튼도 포함된다. 이러한 방식으로 Shareaza는 색상, 이미지, 새로운 버튼 등으로 완전히 변경될 수 있다. 기본 스킨 목록은 Shareaza 설치 패키지에 포함되어 있다. 다른 스킨은 커뮤니티 포럼에서 다운로드하거나 G2 네트워크에서 .sks (Shareaza 스킨 파일)를 검색하여 찾을 수 있다. 스킨은 zip 아카이브이며, 아이콘과 이미지, 그리고 이미지와 색상을 GUI와 연결하는 XML 파일이 포함된 .sks 확장자로 이름이 변경된다.
이 기능은 지역화에도 사용된다. 언어 파일은 일반 스킨과 같이 XML 파일이지만 압축되지 않는다. XML 파일에는 프로그램의 특정 부분에 대한 번역이 포함되어 있다. 이를 통해 이진 전체를 컴파일하지 않고도 언어를 쉽게 변경, 업데이트 및 테스트할 수 있다.

### 모드
Shareaza에는 세 가지 사용자 모드가 있다. 첫 번째는 일반 사용자를 위한 것이다. 이 모드는 기본 모드이며 깔끔하고 다듬어진 GUI를 제공한다. 사용자는 이 모드에서 설정에 큰 변경을 할 수 없지만 검색 및 다운로드와 같은 가장 필수적인 기능을 사용할 수 있다. 두 번째 모드는 파워 유저를 위한 것이다. 네트워크 및 고급 설정에 더 많은 접근 권한을 제공하지만 네트워크 연결을 끊을 수도 있다. 세 번째 모드는 창 모드이다. 이 모드에서 사용자는 다른 탭 (창)을 동시에 볼 수 있어 발생하는 일에 대한 많은 제어를 제공한다. 이 모드는 또한 클라이언트의 모양을 해당 사용자의 필요에 완벽하게 맞게 개인화할 수 있게 해준다.

### IRC
Shareaza에는 사용자들이 서로 통신할 수 있는 내장 IRC (채팅) 클라이언트가 포함되어 있다. 지원 및 도움을 위한 여러 언어 채널이 있다. 이 채널은 P2PChat 서버에 있으며, 모든 일반 IRC 클라이언트 또는 Shareaza 홈페이지의 자바 애드온을 통해 참여할 수도 있다.

## 역사

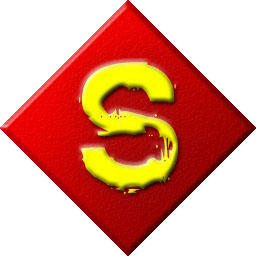
Shareaza 버전 1의 로고

2002년 중반, 스토크스는 자신이 작성한 그누텔라 클라이언트의 첫 번째 버전을 "Shareaza"라고 명명하여 출시했다. 처음부터 이 클라이언트는 다른 그누텔라 클라이언트에는 없는 기능을 갖는 것을 목표로 했다. 다음 2년 동안 스토크스는 이동키2000 네트워크, 비트토렌트 및 그가 그누텔라2라고 명명한 재작성된 그누텔라 기반 프로토콜에 대한 지원을 코딩했다.
2004년 6월 1일, 스토크스는 GPL-2.0-or-later 라이선스 하에 Shareaza 소스 코드를 출시했다(Shareaza 버전 2.0 출시와 동시에). Shareaza는 라임와이어, Gnucleus 등과 함께 그누텔라 네트워크의 오픈 소스 클라이언트가 되었다.
Shareaza는 처음부터 "완전히 무료. 광고 없음, 스파이웨어 없음, 상업용 버전으로 업그레이드하라고 죄책감 느끼게 하지 않음"이라고 광고했으며, 개발자들은 "그런 쓰레기 같은 것을 참을 수 없었다"고 말했다. 이후 모든 후속 릴리스에서도 그러한 상태를 유지했다.
첫 버전부터 Shareaza는 스워밍, 메타데이터, 라이브러리 관리 및 자동 파일 해싱을 지원했다.

### 도메인 탈취
2007년 12월 19일, 프로젝트의 도메인 네임인 shareaza.com이 "Shareaza의 공식 홈페이지"라고 주장하는 사이트로 리디렉션되어, Shareaza 개발팀의 릴리스와 관련 없는 Shareaza V4 (2009년 10월에는 V6, 2010년 8월에는 V7, 2011년 11월 기준으로는 V8)로 알려진 클라이언트의 다운로드를 홍보했다. 이 클라이언트는 작은 그래픽 수정만 있는 iMesh 클론이며 Shareaza v1 로고를 사용했다. 도메인 소유자 존 닐슨은 La Societe Des Producteurs De Phonogrammes En France와의 합의의 일환으로 도메인을 강제로 판매해야 했다. 이 클라이언트는 Discordia Ltd.의 중앙 집중식 음악 상점의 네트워크 인터페이스이며, 그누텔라, G2, 이동키 또는 비트토렌트와 같은 개방형 P2P 네트워크에 연결되지 않는다. 콘텐츠는 Discordia의 온라인 음악 상점에서 구매할 수 있는 DRM 보호 음악으로 제한된다. Discordia는 키프로스에 본사를 둔 회사로, RIAA와 밀접한 관련이 있으며 Shareaza 개발팀과는 무관하다. 이에 대응하여 Shareaza 개발팀은 웹사이트를 소스포지로 옮겼다.
원래 Shareaza의 2.3.1.0 이전 버전은 소프트웨어 업데이트를 확인하기 위해 www.shareaza.com에 연결되었다. 2008년 1월 1일부터 shareaza.com 도메인의 새로운 소유자인 Discordia Ltd.는 이 업데이트 확인 메커니즘을 사용하여 사용자에게 ShareazaV4 (이후 ShareazaV5, V6, V7)가 원래 Shareaza 클라이언트의 업데이트라고 제안했다. 2008년 1월 3일에 출시된 버전 2.3.1.0부터 원래 Shareaza는 sourceforge.net의 Shareaza 페이지로 연결된다.

### iMesh의 상표 등록
2008년 1월 10일, Shareaza.com의 새로운 소유주인 Discordia Ltd (iMesh Inc.)는 2007년 12월 17일에 최초 사용되었다고 주장하며, 원래 개발자들이 해당 이름을 사용하는 것을 막기 위해 Shareaza 이름의 상표 등록을 신청했다. Shareaza 개발팀은 등록에 이의를 제기하기 위해 법적 대리를 얻었고 법률 방어 기금이 조성되었다. 개발팀은 윌리엄 어윈을 기부금 처리자로 임명했는데, 그가 iMesh로부터 방어를 방해하도록 돈을 받았으며 기부금을 훔쳤다고 언급되었다. 개발팀이 상표 방어를 포기한 후 상표는 iMesh에 부여되었다.

### 버전 역사
2.0.0.0부터 모든 버전의 릴리스 노트는 Sharaza ChangeLog 페이지에 링크되어 있다.
v2.3.1.0

버전 2.3.1.0은 윈도우 9x를 지원하는 Shareaza의 마지막 안정 버전이다. 이는 프로젝트 도메인의 새 소유자가 업데이트 메커니즘을 이용하여 사용자에게 가짜 Shareaza V4 클라이언트를 설치하도록 유인하는 잘못된 업데이트 메시지를 보낸 지 이틀 후에 나왔으며, 이 문제에 대한 수정 사항이 포함되어 있었다.
v2.4.0.0

Shareaza 버전 2.4.0.0은 2008년 10월 1일에 출시되었으며, 클라이언트의 안정성을 향상시키기 위한 많은 버그 수정과 주요 변경 사항이 포함되었다. 이는 IRC 지원을 포함한 최초의 안정적인 릴리스였다. 또한, 토렌트 처리 메커니즘에 주요 변경 사항이 적용되었고, 윈도우 98/Me 지원이 중단되었다 (윈도우 9x에서 작동하는 마지막 버전은 2.3.1.0이다).
v2.4가 출시되었을 때 다음 버전(2.4.1.0, v2.5 릴리스 후보)의 로드맵은 2009년 10월 1일경에 출시될 예정이었으며, 한 달 후 2.5.0.0이 뒤따를 예정이었다.
v2.5.x.0

Shareaza 버전 2.5.0.0은 2009년 10월 31일에 출시되었다. 이전 버전보다 훨씬 안정적이고 리소스 소모가 적었으며, 배치 토렌트에 포함된 파일의 선택적 다운로드 및 다운로드 우선순위 지정과 같은 비트토렌트 지원을 더욱 개선했다. 또한 GGEP, 대용량 파일 및 채팅에 대한 확장된 지원과 같은 그누텔라 및 eD2k 구현에 대한 업데이트도 있었다. v2.4.0.0의 IRC 구현은 이전 버전에서 부분적으로 사용할 수 없게 만들었던 버그를 없애기 위해 재작업되었다. 다운로드 관리자 기능이 확장되었고, 인터넷 익스플로러 통합이 추가되었으며, 충돌 보고를 가속화하고 단순화하기 위해 BugTrap이 포함되었다.
Shareaza 버전 2.5.1.0은 2009년 12월 1일에 출시되었다. 버그 수정으로 인해 이전 버전보다 훨씬 안정적이고 기능적이었다. 대부분의 인기 있는 서비스 제안에 따라 비트토렌트의 유용성과 호환성을 개선했다. SSE 명령어 세트를 사용하고 필요로 하므로 최소 펜티엄-III 또는 애슬론-XP 프로세서가 필요했다.
Shareaza 버전 2.5.2.0은 2010년 2월 6일에 출시되었다. 안정성에 대한 추가 개선 사항이 적용되었다. 이 버전 및 이후 버전은 SSE 전용 버전 2.5.1.0과는 달리 구형 프로세서를 사용할 수 있도록 SSE 또는 비SSE 빌드로 선택적으로 제공되었다. 이 버전 및 이후 릴리스의 SSE 최적화 빌드는 SSE2를 사용하며 최소 펜티엄 4 또는 AMD 애슬론 64가 필요하다.
2010년 6월 13일에 출시된 Shareaza v2.5.3.0은 내부 변경 및 최적화에 중점을 두었다. 유일하게 중요한 추가 사항은 응용 프로그램이 무인 실행 중일 때 특정 시간에 수행하는 작업을 완벽하게 제어할 수 있는 스케줄러였다.
2011년 2월 12일에 출시된 Shareaza v2.5.4.0은 UPnP 지원을 개선하고 제한된 DC++ 지원을 추가했다. μTorrent 호환 피어 교환 및 비트토렌트의 트래커 교환도 추가되었다. 나머지 IRC 채팅 버그와 다소 일반적이지 않거나 드물게 발생하는 많은 충돌을 수정했다.
2011년 5월 29일에 출시된 Shareaza v2.5.5.0은 UPnP 지원을 더욱 개선하고 DC++ 및 그누텔라 업데이트, 검색 중 스팸 방지 기능 강화, 다중 파일 다운로드 병합 기능을 포함했다.
V2.6.0.0
V2.6.0.0은 2012년 6월 3일에 출시되었으며, 비트토렌트 (메인라인) DHT 및 UDP 트래커 지원을 추가하고 윈도우 7을 위한 인터페이스 최적화를 포함한다.
V2.7.x.x
Shareaza 2.7.0.0은 2013년 8월 31일에 출시되었으며, 많은 버그 수정이 이루어졌다. 비트토렌트 지원, 이동키 업로드 및 내장 미디어 플레이어에 대한 주요 개선 사항이 포함되었다. 이후 V2.7.x.x 릴리스가 이어졌다.

## 수상 및 평가
- 2008년 11월, Shareaza는 소스포지 이달의 프로젝트로 선정되었다.[20]
- 2009년 12월, Shareaza는 SourceForge.Net의 "윈도우에서 가장 인기 있는 파일 공유 소프트웨어" 순위에서 5위를 차지했으며, 78%가 "추천"했다 (1위는 81% "추천"). 2010년 8월 24일 기준으로 동일한 순위를 유지하고 있었다. 이 순위는 사용자 추천 및 의견, 프로젝트 사이트에서 소프트웨어 다운로드 횟수를 기반으로 한다.[21]

## 같이 보기
- 파일 공유 애플리케이션 비교
- 다운로드 관리자 비교